# Forza d'Agrò
Forza d'Agrò situato a 420 m.s.l/m. ('a Forza in siciliano) è un comune italiano di 925 abitanti della città metropolitana di Messina in Sicilia.
Fa parte del comprensorio della Valle d'Agrò e all'Unione dei comuni delle Valli joniche dei Peloritani. Il primo insediamento risale al X secolo, con il nome di Vicum Agrillae, mentre l'attuale denominazione risale al XIV secolo. La cittadina fa parte del circuito dei borghi più belli d'Italia.

## Storia
Numerosi ritrovamenti archeologici, effettuati negli anni scorsi, nei pressi del castello della Forza testimoniano che il sito era frequentato sia in età protostorica (dai Sicani e dai Siculi) che in epoche successive come il periodo greco-siceliota, ellenistico e romano. Il sito di Forza d'Agrò sorgeva infatti sulla linea di confine tra la sfera di giurisdizione della polis siceliota di Messana e quella di Naxos.
Durante l'epoca dell'Emirato di Sicilia e per tutti i secoli XII e XIII, il villaggio era ubicato in contrada Casale, nella parte occidentale del monte Calvario. Distrutto da una frana, venne riedificato attorno al 1300 nel sito ove oggi noi lo ammiriamo. Dell'antico centro abitato rimangono i resti della chiesa di San Michele Arcangelo, probabilmente di epoca bizantina.
Nel 1116, il villaggio era denominato Agrilla e il re di Sicilia Ruggero II Altavilla lo proclamò terra inalienabile donandolo all'abate del monastero dei Santi Pietro e Paolo d'Agrò che vi esercitò per secoli il mero e misto imperio. L'amministrazione del villaggio era affidata ai Due Giurati che duravano in carica un anno e venivano sorteggiati estraendo i nomi da una lista di persone gradite all'abate. Tra le cariche esistenti all'epoca si ricordino: il Iudice, che amministrava la giustizia nel villaggio, il capitano giustiziere che amministrava l'ordine pubblico, il baglivo che aveva poteri di polizia campestre ed infine la commissione dei Deputati che aveva una miriade di poteri tra cui la manutenzione e la cura del castello. Gli abitanti di Forza d'Agrò erano obbligati a coltivare i campi dell'abate e a donare ai monaci del convento, nei giorni di Natale e Pasqua due galline e una capra.
Nel 1282, durante la guerra del Vespro, re Pietro I di Sicilia ordinò ai forzesi di inviare trenta arcieri nella vicina Taormina agli ordini di Giovanni Chelamidi. Nel 1302, passa sotto la giurisdizione dello Strategoto Messinese ed è inclusa nella comarca di Taormina. Nel XV secolo, Forza d'Agrò conosce un periodo di grande espansione edilizia, vengono costruiti il duomo della Santissima Annunziata e la chiesa della Triade.

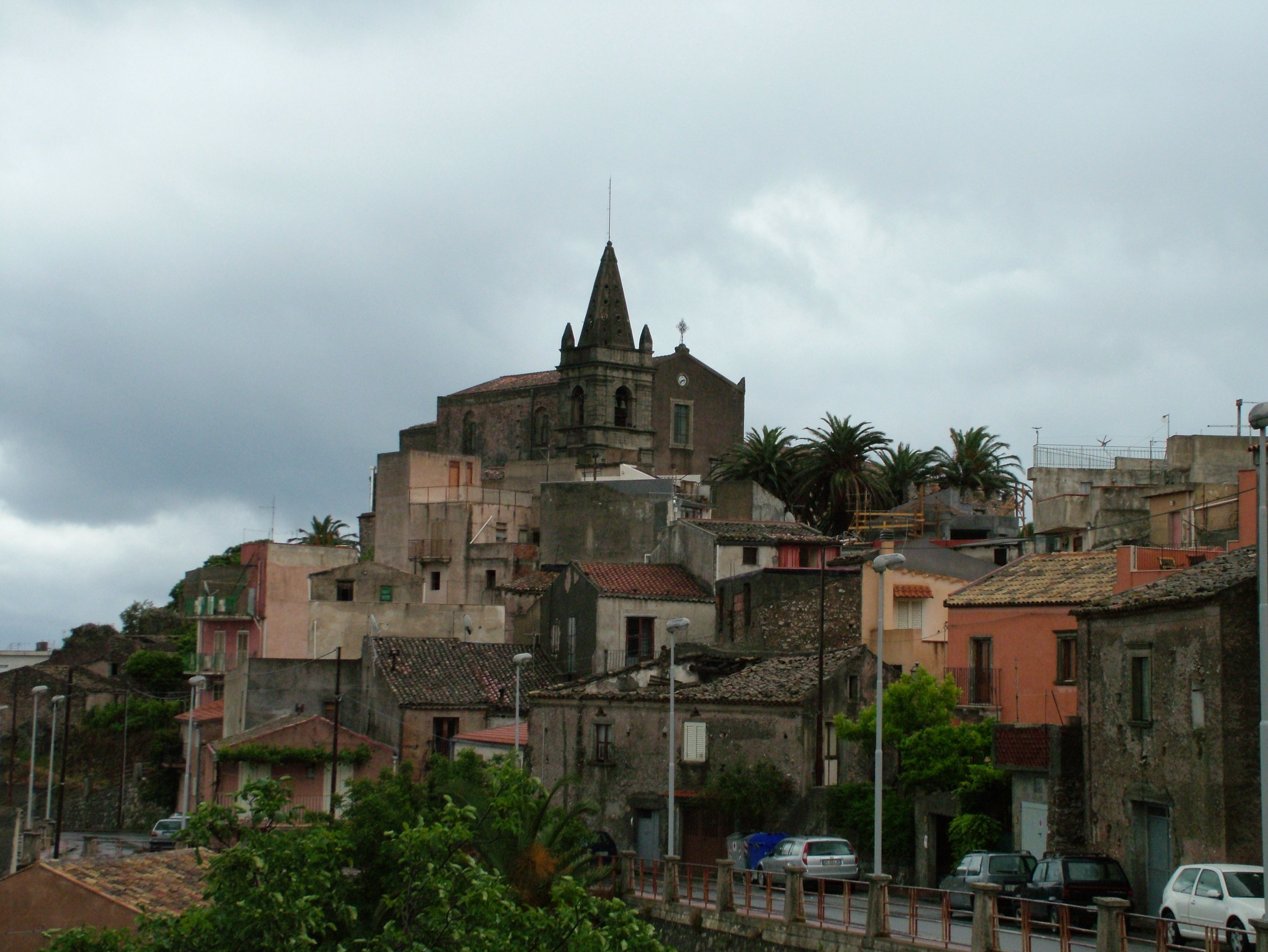
Scorcio del paese con la chiesa della Santissima Trinità

Nel 1433 Forza d'Agrò è citata in alcuni capitoli che la città di Messina presentava al re di Sicilia Alfonso I per la provvigione dei frumenti. Nel 1468 venne inglobata nella minuscola diocesi Archimandritale di Savoca. Verso il 1595 il castello venne restaurato ad opera dei deputati del paese. Nel 1540, nel paese di Forza d'Agrò ci sono 302 case e vivono 1 138 abitanti. Nei primi mesi del 1649 il paese venne danneggiato da un sisma che provocò tra l'altro il crollo della quattrocentesca chiesa Madre della Santissima Annunziata, la quale venne subito riedificata. È nel 1654 che il paese raggiunge il suo più alto picco demografico: contando 1 947 abitanti e 499 case. 
In occasione della rivolta antispagnola di Messina del 1674-1678, Forza d'Agrò rimase fedele al re Carlo II e per questo, nel 1676, venne occupata dai francesi che la privarono dei numerosi privilegi attribuiti nel XII secolo da Ruggero II di Sicilia e la fecero passare sotto la dipendenza militare di Savoca. Domata la rivolta, nel 1678, venne ripristinata la situazione politica antecedente al 1676.
Il terremoto del 1693 cagionò danni in tutto il villaggio e lesionò la chiesa madre che era stata appena riedificata. Tra il '600 ed il '700 Forza d'Agrò conobbe un secondo periodo di sviluppo edilizio e demografico: vennero, in questo periodo, edificati alcuni palazzi signorili appartenenti alle famiglie più facoltose del paese. Sono tuttora visibili il Palazzo Mauro, il Palazzo Miano, il Palazzo Garufi.
La Costituzione siciliana del 1812 abolì il feudalesimo nel Regno di Sicilia; nel 1817 il comune di Forza d'Agrò fu inserito nel Circondario di Savoca, facente parte del distretto di Castroreale. Nel 1860, con l'Unità d'Italia, soppressi i distretti ed i circondari borbonici, la municipalità forzese fu inserita nel mandamento di Santa Teresa di Riva. Nel 1948 la frazione rivierasca di Sant'Alessio si staccò dal comune di Forza d'Agrò diventando comune autonomo col nome di
Sant'Alessio Siculo.
Nella seconda metà del XX secolo Forza d'Agrò ha scoperto le sue potenzialità turistiche; è stata scelta come set di svariati film di successo, sono stati edificati svariati alberghi e ristoranti ed è diventata una delle mete turistiche più rinomate in Sicilia, essendo dotata di alcuni punti panoramici di grande suggestione.

### Simboli
Lo stemma utilizzato dal comune, privo di formale decreto di concessione, si può blasonare: d'azzurro a due leoni controrampanti, coronati con corona all'antica di cinque punte, il tutto d'oro.
Il gonfalone è un drappo di azzurro.

## Monumenti e luoghi d'interesse

### Architetture religiose
- Chiesa della Santissima Annunziata: è la chiesa madre di Forza d'Agrò, l'edificio attuale risale al 1707; è edificata sul sito di una preesistente chiesa del '400, crollata per un terremoto nel 1649.[5]

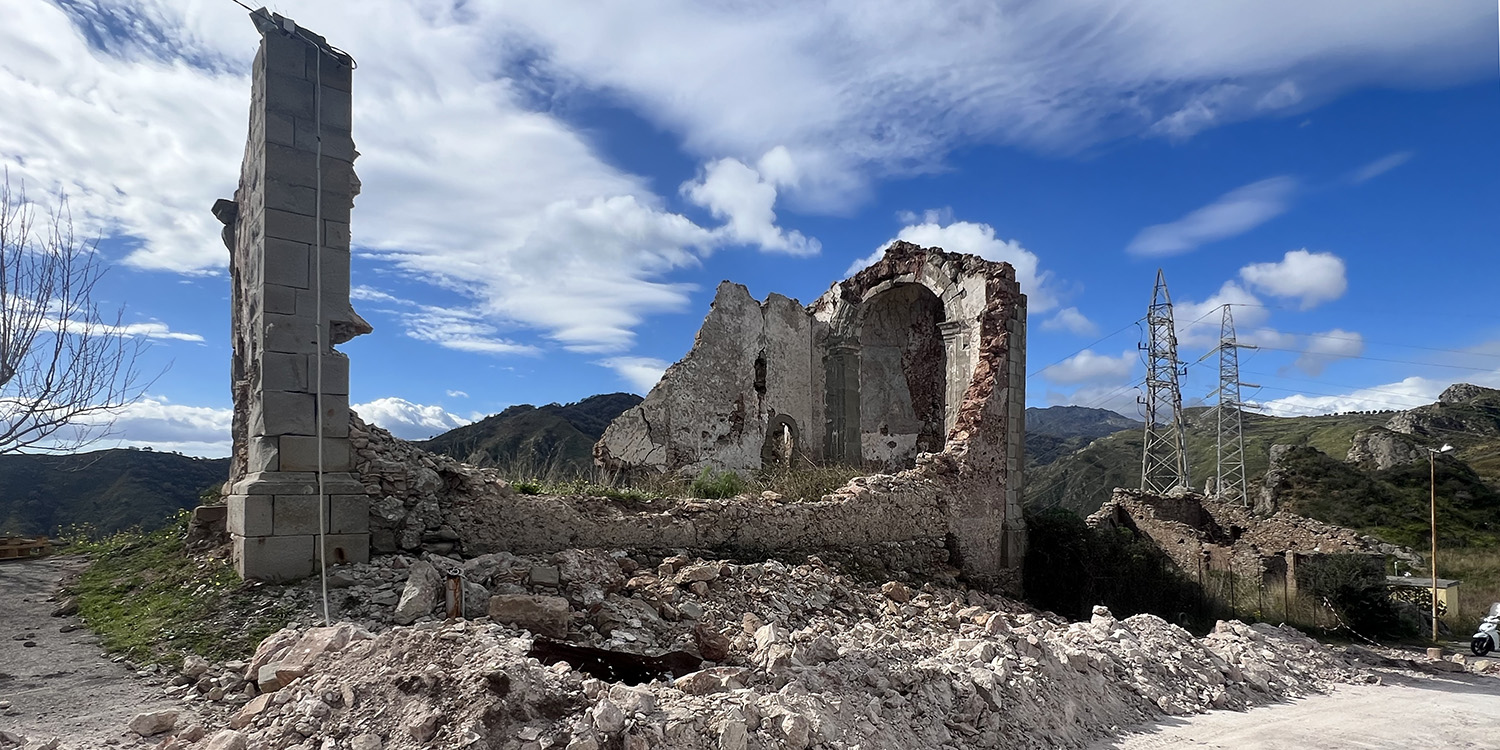
Chiesa di San Sebastiano dopo il crollo del 14-2-24

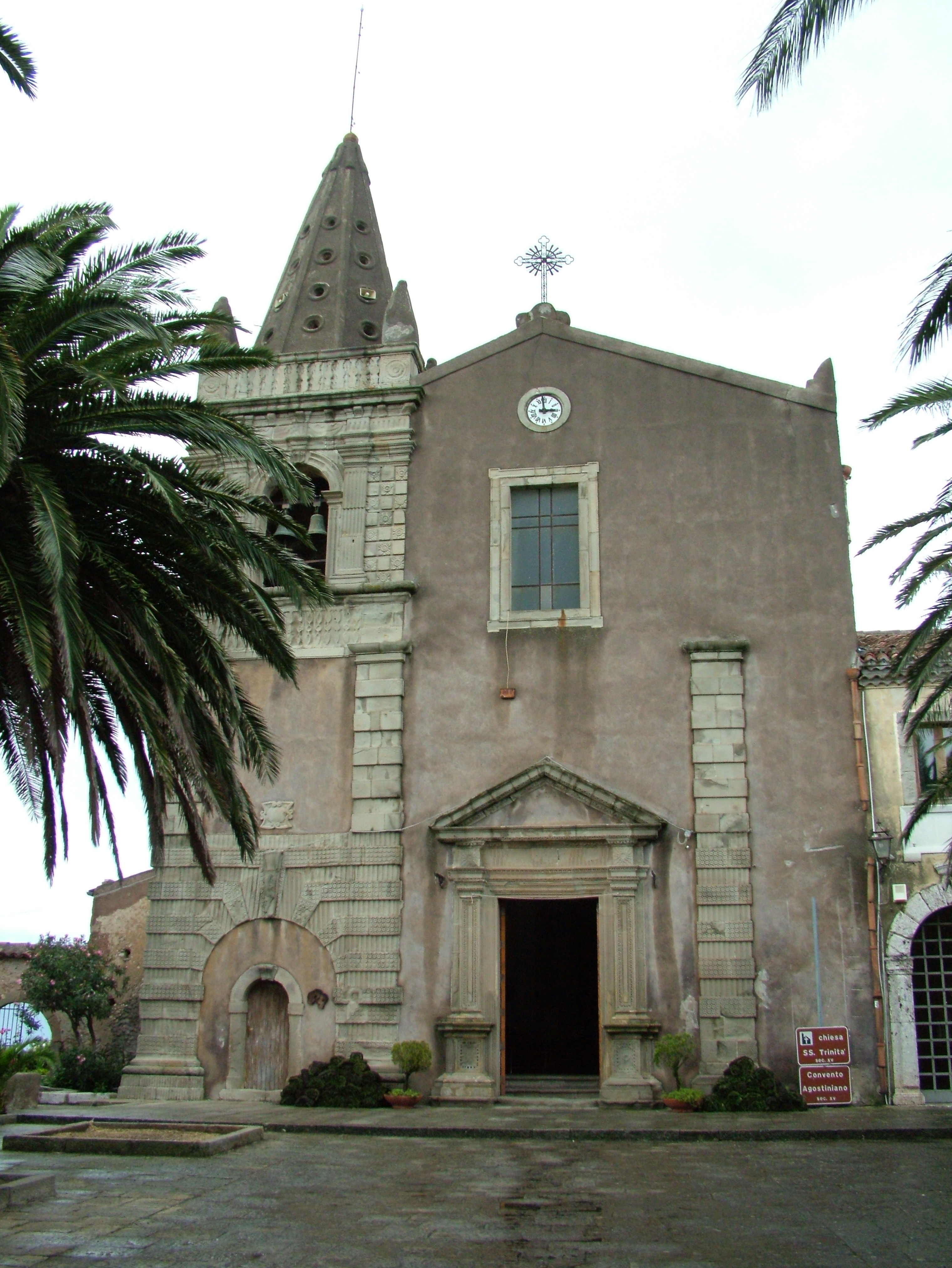
Chiesa della Santissima Trinità

- Chiesa della Santissima Trinità: è detta anche di Sant'Agostino, in quanto attigua all'antico convento Agostiniano. Risale al XV secolo e venne restaurata nel 1576. È situata nella parte est del paese in una posizione sopraelevata rispetto alla strada. Si accede tramite una scenografica scalinata che attraversa un artistico arco detto Porta Durazzesca. La facciata della chiesa presenta ancora la struttura quattrocentesca; pregevole è il campanile con la caratteristica cuspide a forma di piramide.

L'interno è a navata unica, il pavimento è a mattonelle di cotto esagonale. Pregevole risulta il tetto ligneo a capriate, che, anticamente, era riccamente affrescato. Le pareti sono bianche e prive di affreschi. Sono visibili quattro altari, oltre al maggiore, di cui due lignei e dipinti con colore blu oltremare. Degno di nota il bel pulpito ligneo settecentesco aggettante dalla parete destra del tempio.
Tra le opere pittoriche di pregio si ammirano: una Madonna col Bambino di autore ignoto, un grande quadro che raffigura La Madonna che appare a Sant'Agostino ed a Santa Monica, anch'esso di ignoto autore. Un altro quadro raffigura La Morte di Sant'Alessio, dono delle sorelle Paguni. Di particolare interesse è La Visita dei Tre Angeli ad Abramo, copia fedele del XX secolo di un antico quadro quattrocentesco, trafugato nel 1971. L'originale quadro trafugato era stato attribuito al pittore Antonino Giuffrè.
- Il Convento Agostiniano: venne edificato tra il 1559 ed il 1591, su iniziativa di Agostino Risini di Forza d'Agrò.[5] Si trova proprio accanto alla chiesa della Santissima Trinità. Appena superato il pregevole arco d'ingresso, ci si imbatte nella Sala di Santu Nicola, oggi adibita a Museo, che ospita, altresì, una cripta in cui venivano seppelliti i monaci di minore importanza. Sempre dalla sala di Santu Nicola, si accede alla cripta del convento, ove, invece, trovavano sepoltura gli abati ed i monaci più importanti; sono ancora visibili i sedili in pietra sui quali venivano seduti i cadaveri per la mummificazione.

Pregevole è il chiostro, caratterizzato da grossi pilastri quadrati, sormontati da archi a pieno centro; in corrispondenza di ogni arco è presente una finestra, nei sottoportici si possono ammirare le volte a crociera. Sempre al piano terra, si trova la sagrestia della chiesa della S.S. Trinità, ove è visibile un antico affresco del XV sec., scoperto, durante i recenti restauri, sotto 5 centimetri di intonaco. Il primo piano dell'edificio è caratterizzato dalla presenza delle celle dei frati e di due grandi sale, una delle quali era adibita a refettorio. Una lapide, presente dentro il convento, ricorda Agostino Risini, che lo edificò, il nipote di questo, Agostino Cacopardo, che provvide a restaurarlo e, infine, Giuseppe Lombardo, che il 26 aprile 1760, nel convento celebrò il Capitolo. Si apprende altresì, che la chiesa della S.S. Trinità era di proprietà dell'omonima confraternita; tuttavia monaci e confrati erano sottoposti all'autorità dell'Archimandrita di Messina, barone della vicina Savoca. Nel 1866, il convento venne espropriato, ospitò fino a pochi decenni fa il municipio di Forza d'Agò. Nel 2001 è stato pregevolmente restaurato, ad oggi ospita conferenze ed eventi vari.
- Chiesa di San Francesco o di Santa Caterina: ubicata nell'attuale piazza Municipio, venne edificata nel XV secolo ad opera dei Frati Minori Francescani, che di fianco ad essa avevano il loro convento, oggi destinato a civile abitazione. Ha una struttura ad unica navata, piuttosto semplice, spicca, nella facciata, il bel portale decorato, in pietra arenaria.

L'interno, ad unica navata, è caratterizzato da uno stile semplice e dal alcuni pregevoli altari. Pregevole la nicchia destinata ad ospitare la statua di Santa Caterina, oggi conservata nel duomo dell'Annunziata, realizzata nel 1682 per iniziativa del notabile forzese Francesco Pacuni - Procuratore. Degna di nota la lapide che ricorda il nobile forzese Giuseppe Antonio Miano (1721-1757), morto prematuramente. L'edificio sacro è stato restaurato nel 1991.
- Chiesa di Sant'Antonio Abate: risale alla fine del XVI secolo. È ubicata nell'omonimo quartiere ed è sopraelevata rispetto al piano strada. La facciata presenta una struttura semplice, irrobustita ai lati con lesene, sulla sommità della quale si erge la piccola e semplice torre campanaria; pregevole è il portale architravato in pietra arenaria con fantasiosi motivi in rilievo.

L'interno, ad unica navata, è particolarmente semplice e luminoso, è dotato di sette altari, tre sul lato destro e tre sul sinistro, più l'altare maggiore. La chiesa venne chiusa al culto verso il 1950, verso il 1970, una tempesta di vento fece crollare il tetto. Nel 1999 è stata restaurata e si è proceduto al rifacimento del tetto, sì da renderla fruibile.
- Chiesa di San Sebastiano: è di antica origine, risale forse al XIV secolo, si trova nel quartiere di Magghia. Venne presumibilmente edificata in occasione di una delle tante pestilenze che colpirono il territorio tra il XII ed il XVI secolo. Oggi purtroppo è allo stato di rudere. È ancora in piedi parte dell'abside ove è visibile un affresco raffigurante Dio Onnipotente, totalmente deteriorato; pregevoli risultano le testate angolari dell'edificio, in pietra arenaria. Scomparsi risultano il tetto ed il pavimento; è semplicemente visibile una botola che conduce ad una cripta che ospitava le sepolture degli abitanti del quartiere. Il 14 febbraio 2024 un imponente crollo ha interessato la chiesa della quale ormai è rimasto solo l'abside[6].
- Chiesa della Madonna Bambina: sorgeva in via Santissima Annunziata, in una posizione sopraelevata rispetto alla strada, vi si accedeva mediante una ripida scalinata con due rampe di gradini. Venne con molta probabilità edificata nel XVI secolo. Era anche detta chiesa d'a Mathri a Luci, (Madonna della Luce). Secondo un'antica tradizione, all'interno si seppellivano i bambini. Fino alla Seconda guerra mondiale era aperta al culto. Successivamente, venne acquistata da un privato, che nel 1951 la demolì, costruendovi sul sito un garage.
- Chiesa di San Michele Arcangelo: si presenta allo stato di rudere; è ubicata fuori dal centro abitato, in contrada Casale, proprio nel sito in cui sorgeva il vecchio abitato di Forza d'Agrò, distrutto da una frana verso il 1300. Probabilmente era la chiesa del vecchio centro abitato. Ha origini remote, anteriori all'anno 1000, presenta un'architettura paleocristiana-bizantina.

Dell'edificio rimangono solo le mura perimetrali e i resti dell'abside, è costruita con materiali molto poveri. Il tetto, doveva essere a doppia falda, con travi in legno visibili, ma di questo non vi sono più tracce, come anche per gli intonaci. Nei pressi della chiesa si notano alcuni miseri ruderi, secondo la tradizione popolare, sono i resti di un antichissimo convento, forse Basiliano. Secondo un'antica leggenda, la chiesa conteneva una statua di San Michele Arcangelo, che, verso il XV sec., venne rubata ai forzesi dagli abitanti di Savoca.

### Architetture civili
- Palazzo Miano: l'antico edificio signorile, in stile spagnoleggiante, sorge sul corso principale del paese. Edificato verso l'inizio del XVII secolo, presenta una facciata semplice, arricchita, però, da un ampio balcone sostenuto da quattro grandi ed eleganti mensole, in pietra arenaria, sulle quali sono riprodotti motivi floreali e geometrici.

Molto bello risulta anche il grande portale d'ingresso, costruito con blocchi di pietra arenaria sovrapposti, anche qui sono riproposti i motivi geometrici e floreali visibili nelle mensole. Degne di nota, altresì, le grandi finestre, chiuse da pregevoli inferriate lavorate, che danno all'edificio una certa magnificenza. Il palazzo venne costruito alla nobile famiglia locale dei Miano ai primi del Seicento; verso il XIX secolo divenne residenza dei Marchesi Mauro, sempre nel XIX sec. ospitò gli uffici della sotto pretura.
- Palazzo Mauro: antico caseggiato, residenza principale dei Marchesi Mauro, risale anch'esso al XVII secolo. Degne di nota sono le finestre architravate del piano superiore; al piano terra si eleva un robusto porticato, con due grandi arcate ad angolo, provvisto superiormente di terrazza. Abitato fino alla fine del XIX secolo, divenne, in seguito, magazzino di mezzi agricoli e stalla. Interessato da uno smottamento, nell'inverno 1995/96, crollò parzialmente.
- Palazzo Garufi: era la residenza della famiglia più facoltosa del paese, i Garufi. Presenta una grande mole con pregevoli balconi e portali. Venne edificato nel XVII secolo e subì un restauro nel 1771. Al piano terra ospitava i magazzini per la conservazione del vino, dell'olio e di tutti i prodotti provenienti dal feudo dei Garufi. Il piano superiore, adibito ad abitazione, è caratterizzato per la presenza di pregevoli dipinti e affreschi di grande valore che adornano le pareti e l'artistico soffitto. Il pregevole edificio è stato acquistato dalla famiglia Schipilliti nel XX secolo.
- Palazzo Bondì: ubicato in via Portello, è caratterizzato da un balconcino sorretto da quattro mensole finemente lavorate e delimitato da un'elegante ringhiera bombata in ferro battuto; sempre al piano nobile, pregevoli risultano le finestre architravate. Al piano terra sono visibili alcuni ingressi, tra i quali spicca l'arco del portone principale in arenaria. Il manufatto, edificato nel 1600 dalla facoltosa famiglia Bondì, presenta, anch'esso, uno stile spagnoleggiante.

### Architetture militari
- Castello Argano. Risale all'XI secolo, edificato per volontà di Ruggero I d'Altavilla Gran Conte di Sicilia.

### Altro
- Il centro storico di Forza d'Agrò ha le caratteristiche tipiche del borgo medioevale: stradine strette e tortuose, piccole ed antiche abitazioni risalenti ad un periodo compreso tra il XIV ed il XIX secolo; sono, altresì, presenti piccole piazzette e punti panoramici di grande suggestione. Oltre alle rovine del Castello Normanno, del duomo dell'Annunziata e delle antiche chiese, degni di nota risultano alcuni antichi palazzotti appartenenti alle più facoltose famiglie del paese.

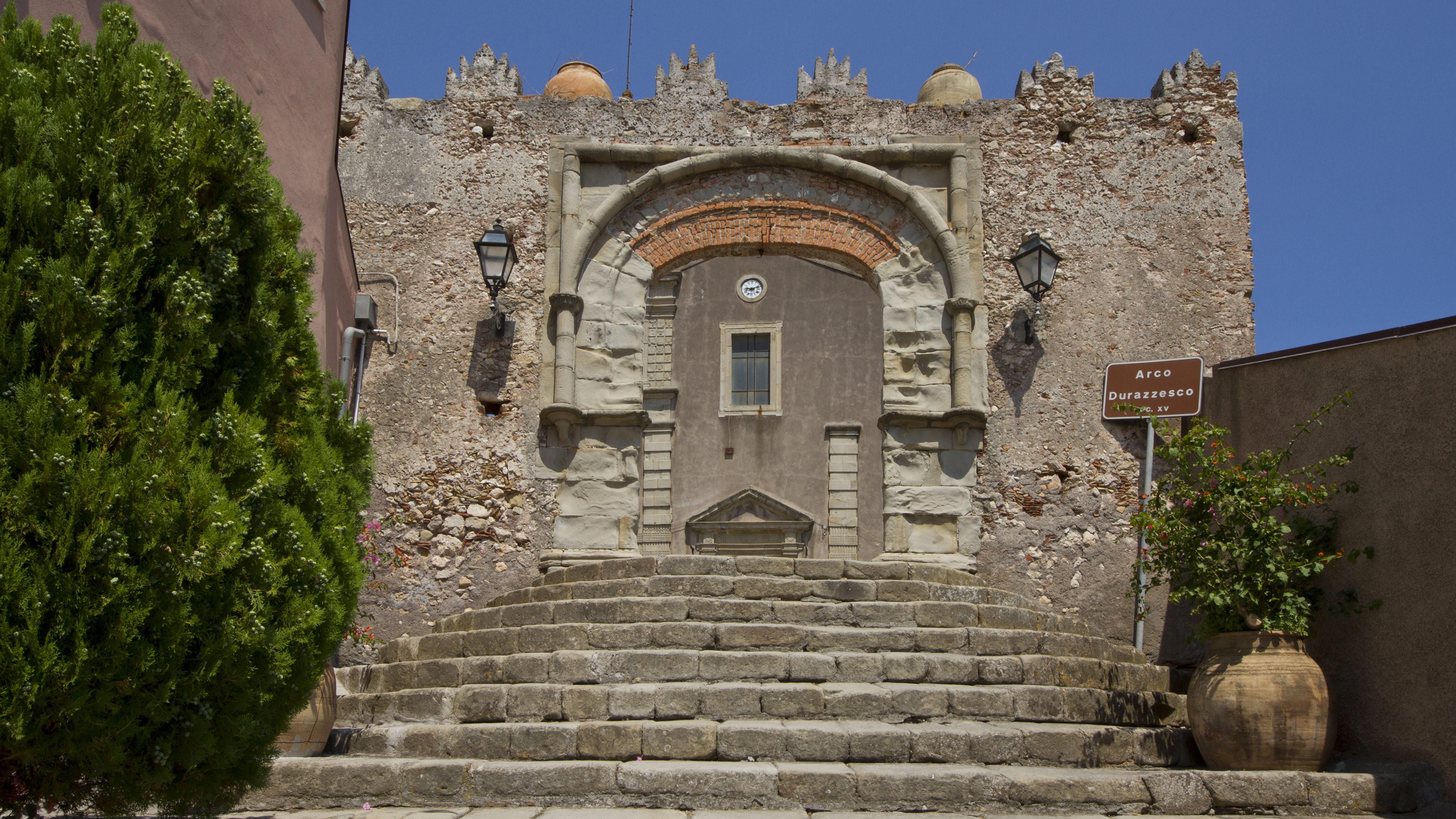
L'Arco Durazzesco in stile Gotico chiaramontano

- L'Arco Durazzesco: secondo lo storico dell'arte Stefano Bottari, questo antico monumento risale al XV secolo. È situato nella parte orientale del paese e si raggiunge mediante una suggestiva scala semicircolare in pietra arenaria. L'Arco Durazzesco, in stile Gotico chiaramontano, immette sulla Piazza della Triade, su cui si affacciano l'antica chiesa della Santissima Trinità ed il Convento Agostiniano; suddetta piazza è uno dei punti più belli di Forza d'Agrò, da lì si scorgono quasi tutto l'abitato e la Baia di Taormina. Il manufatto è realizzato con pietra arenaria, mattoni e malta. La Porta Durazzesca prende il nome dalla città albanese di Durazzo, sulla quale il Regno di Sicilia esercitava la propria signoria.

## Società

### Evoluzione demografica
Abitanti censiti

## Cultura

### Cinema
Forza d'Agrò ha fornito le location a numerosi film, alcuni dei quali, di livello internazionale. Ecco una lista:
- Il padrino (1972)
- Il padrino - Parte II (1974)
- Il padrino - Parte III (1990)
- Jessica (1962)
- Virilità (1974)
- Paolo il caldo (1973)
- L'onorata famiglia - Uccidere è cosa nostra (1973)
- Milano rovente (1972)
- La sbandata (1974)
- Arrivano Joe e Margherito (1974)
- L'infernale Litterio (2008)

Anche se indirettamente, Forza d'Agrò ha fornito inoltre le location al film di animazione 3D della Pixar Cars 2 del 2011. Infatti nel film troviamo una chiesa facilmente riconducibile alla Chiesa della Santissima Annunziata (Forza d'Agrò).
Inoltre sono stati girati la serie dei telefilm per la RAI "I racconti del maresciallo" che ebbe come protagonista l'attore Arnoldo Foà

## Geografia antropica

### Frazioni
Scifì è l'unica frazione di Forza d'Agrò. La contrada Fondaco Parrino costituisce lo sbocco a mare del territorio con una spiaggia frequentata nei mesi estivi, benché minacciata dall'erosione del mare.

## Amministrazione
Di seguito è presentata una tabella relativa alle amministrazioni che si sono succedute in questo comune.
| Periodo          | Periodo           | Primo cittadino        | Partito                     | Carica          | Note   |
| ---------------- | ----------------- | ---------------------- | --------------------------- | --------------- | ------ |
| 21 giugno 1988   | 8 giugno 1993     | Giuseppe Guarnera      | Partito Socialista Italiano | Sindaco         | [ 10 ] |
| 8 giugno 1993    | 1º dicembre 1997  | Agostino Lombardo      | -                           | Sindaco         | [ 10 ] |
| 1º dicembre 1997 | 27 settembre 2000 | Carmelo Lombardo       | lista civica                | Sindaco         | [ 10 ] |
| 27 novembre 2000 | 13 giugno 2006    | Carmelo Lombardo       | lista civica                | Sindaco         | [ 10 ] |
| 13 giugno 2006   | 4 aprile 2007     | Bruno Miliadò          | lista civica                | Sindaco         | [ 10 ] |
| 23 agosto 2007   | 24 aprile 2008    | Lorenzo Leone          |                             | Comm. regionale | [ 10 ] |
| 24 aprile 2008   | 8 giugno 2009     | Antonino Figlioli      |                             | Comm. regionale | [ 10 ] |
| 8 giugno 2009    | 29 aprile 2019    | Fabio Pasquale Di Cara | lista civica                | Sindaco         | [ 10 ] |
| 29 aprile 2019   | in carica         | Bruno Miliadò          | lista civica                | Sindaco         | [ 10 ] |

### Altre informazioni amministrative
Il comune di Forza d'Agrò fa parte delle seguenti organizzazioni sovracomunali: regione agraria n.6 (Montagna litoranea dei Peloritani).